# Kirchensittenbach
Kirchensittenbach è un comune tedesco di 2 224 abitanti, situato nel land della Baviera.